# Achaearanea
Achaearanea es un género de arañas de la familia Theridiidae.

## Descripción
Este género se utiliza comúnmente para incluir a la araña común de la casa (Parasteatoda tepidariorum), que fue trasladada al género Parasteatoda en el 2006 junto con otras especies. A. veruculata y otras especies fueron trasladadas al género Cryptachaea en el 2008, otras al género Henziectypus. El género se redujo de alrededor de 150 especies a solo 30.

## Taxonomía
Este género incluye grandes y pequeños terídidos. Las patas son de medianas a largas, con espinas y pelos. La telaraña es una red de hilos irregulares, por lo general protegida.

## Distribución
Esta especie se encuentra en todo el mundo. Con varias especies en América del Sur, China y Corea, India, Australia y África. Algunas especies son endémicas en varias pequeñas islas

## Especies
- Achaearanea alboinsignita Locket, 1980 — islas Comoras
- Achaearanea blattea (Urquhart, 1886) — Nueva Zelanda
- Achaearanea budana Tikader, 1970 — India
- Achaearanea dalana Buckup & Marques, 1991 — Brasil
- Achaearanea dea Buckup & Marques, 2006 — Brasil
- Achaearanea digitus Buckup & Marques, 2006 — Brasil
- Achaearanea diglipuriensis Tikader, 1977 — islas Andamán
- Achaearanea disparata Denis, 1965 — Gabón, Costa de Marfil
- Achaearanea diversipes (Rainbow, 1920) — islas Norfolk y de Lord Howe
- Achaearanea dubitabilis Wunderlich, 1987 — islas Canarias
- Achaearanea durgae Tikader, 1970 — India
- Achaearanea epicosma (Rainbow, 1920) — isla de Lord Howe
- Achaearanea extrilida (Keyserling, 1890) — Australia, islas Norfolk y de Lord Howe
- Achaearanea extumida Xing, Gao & Zhu, 1994 — China
- Achaearanea globispira Henschel & Jocqué, 1994 — Sudáfrica
- Achaearanea hieroglyphica (Mello-Leitão, 1940) — Brasil, Perú y Guayana Francesa
- Achaearanea inopinata Brignoli, 1972 — Venezuela
- Achaearanea machaera Levi, 1959 — Panamá
- Achaearanea maricaoensis (Bryant, 1942) — Panamá, Puerto Rico
- Achaearanea micratula (Banks, 1909) — Costa Rica
- Achaearanea nigrodecorata (Rainbow, 1920) — isla de Lord Howe
- Achaearanea nigrovittata (Keyserling, 1884) — de México a Paraguay
- Achaearanea palgongensis Seo, 1993 — Corea
- Achaearanea propera (Keyserling, 1890) — Nueva Gales del Sur, Tasmania, isla de Lord Howe
- Achaearanea septemguttata (Simon, 1909) — Vietnam
- Achaearanea simaoica Zhu, 1998 — China
- Achaearanea taim Buckup & Marques, 2006 — Brasil
- Achaearanea tingo Levi, 1963 — Perú
- Achaearanea trapezoidalis (Taczanowski, 1873) — de Panamá a Paraguay
- Achaearanea triangularis Patel, 2005 — India
- Achaearanea triguttata (Keyserling, 1891) — Brasil